# 싱크탱크
싱크탱크(영어: think tank) 또는 정책연구소(政策硏究所, 영어: policy institute)는 사회정책, 정치전략, 경제, 군사, 기술, 문화 등과 같은 주제들에 대해 연구하거나 이에 대한 견해를 표명하는 기관이다. 대부분 비영리조직이며 미국과 캐나다 등의 국가에서는 이 기관들에 대한 면세 지위를 규정해두기도 한다. 비영리조직 아닌 싱크탱크들은 정부, 이익단체, 혹은 기업체로부터 자금 지원을 받거나 연구 용역을 수행하여 수입을 얻는다.
일명 두뇌집단 또는 두뇌회사이다. 모든 학문분야 전문가의 두뇌를 조직적으로 결집하여 조사·분석 및 연구개발을 행하고 그 성과를 제공하는 것을 목적으로 하는 조직이다. 대한민국의 경우 과학기술연구원(KIST)을 비롯하여 대덕연구단지내에 있는 각종 연구소가 이에 속한다. 정부기관이나 기업체 등으로부터 의뢰받은 각종 과제에 대하여 분석, 예측하고 필요한 정보를 수집·제공하며 기술을 직접 개발하기도 한다. 세계적인 싱크 탱크로는 미국의 랜드 코퍼레이션 등이 있다.

## 세계의 주요 싱크탱크
- 헤리티지 재단(Heritage Foundation) : 미국의 중도우파 정책 연구소
- 허드슨 연구소(Hudson Institute) : 미국의 중도우파 정책 연구소
- 아데나워 재단 : 독일의 중도우파 정책 연구소
- 노무라종합연구소(野村総合研究所) : 일본의 경영 컨설팅 연구소
- 브루킹스 연구소(Brookings Institution) : 미국의 중도좌파 정책 연구소
- 랜드 연구소(RAND Corporation) : 미국의 외교·군사 정책 연구소
- 존스 홉킨스 보건안전센터(Johns Hopkins Center for Health Security, JHCHS) : 미국의 보건, 환경 연구소

## 대한민국의 주요 싱크탱크
한국경제신문이 각 분야 전문가(교수·연구원) 154명에게 최고의 싱크탱크가 어디인지 물어보아 대한민국 100대 싱크탱크를 선정한 적 있다. 경제·산업은 상위 40위, 정치·사회는 상위 25위, 외교·안보는 상위 15위, 여성·노동과 환경은 상위 10위까지 선정되었다. 경제·산업은 한국개발연구원이, 정치·사회는 한국보건사회연구원이, 외교·안보는 국립외교원 외교안보연구소가, 여성·노동은 한국노동연구원이, 환경은 국립환경과학원이 각 분야 최고의 싱크탱크로 선정되었다.

### 정부 산하 싱크탱크
- 경제인문사회연구회 (홈페이지)
- 한국국방연구원 (KIDA)
- 한국개발연구원 (KDI)
- 과학기술정책연구원(STEPI)(홈페이지)

### 정당 소속 싱크탱크
- 여의도연구원 (링크) - 국민의힘 소속
- 민주연구원 (링크) - 더불어민주당 소속

### 기업 산하 싱크탱크
- 삼성경제연구소 (SERI)

### 민간 싱크탱크
- 프리덤 코리아 - 자유보수주의 민간 연구소
- 사단법인 넥스트 (NEXT group) - 비영리 기후•에너지 정책 씽크탱크

## 같이 보기
- 집단 지성
- 로비 활동
- 대중 전달
- TED
- 조지 레이코프